# Pierre Mazuyer
Pierre Mazuyer  (of Masuyer) (tweede helft veertiende eeuw) was als Petrus of Peter VII bisschop van Atrecht en korte tijd proost van Sint-Donaas in Brugge.
Over Pierre Mazuyer is weinig bekend, niettegenstaande het feit dat hij van 1372 tot 1391 bisschop van Atrecht was.
In 1374 wilde paus Gregorius XI hem absoluut tot proost van Sint-Donaas in Brugge benoemen. Dit kaderde in de strijd die de pausen van Avignon  voerden met de graaf van Vlaanderen Lodewijk van Male en zijn schoonzoon en opvolger Filips de Stoute over wie het laatste woord had bij de benoeming van de proost van Sint-Donaas, meteen kanselier van Vlaanderen.
De benoeming gebeurde op 14 januari 1474 en de paus stond er zodanig op dat hij bevestiging stuurde op 27 mei, 30 juni en 8 juli van hetzelfde jaar. Het hielp niet, want het kapittel had voor Zeger van Beke, vertrouweling van de graaf van Vlaanderen gekozen en die werd natuurlijk mee door de graaf gesteund. Mazuyer zag zelf het hopeloze van het dispuut in en trok zich terug. De paus gaf zich nog niet gewonnen want nu benoemde hij de kardinaal Robert van Genève.